# Popolazioni turche

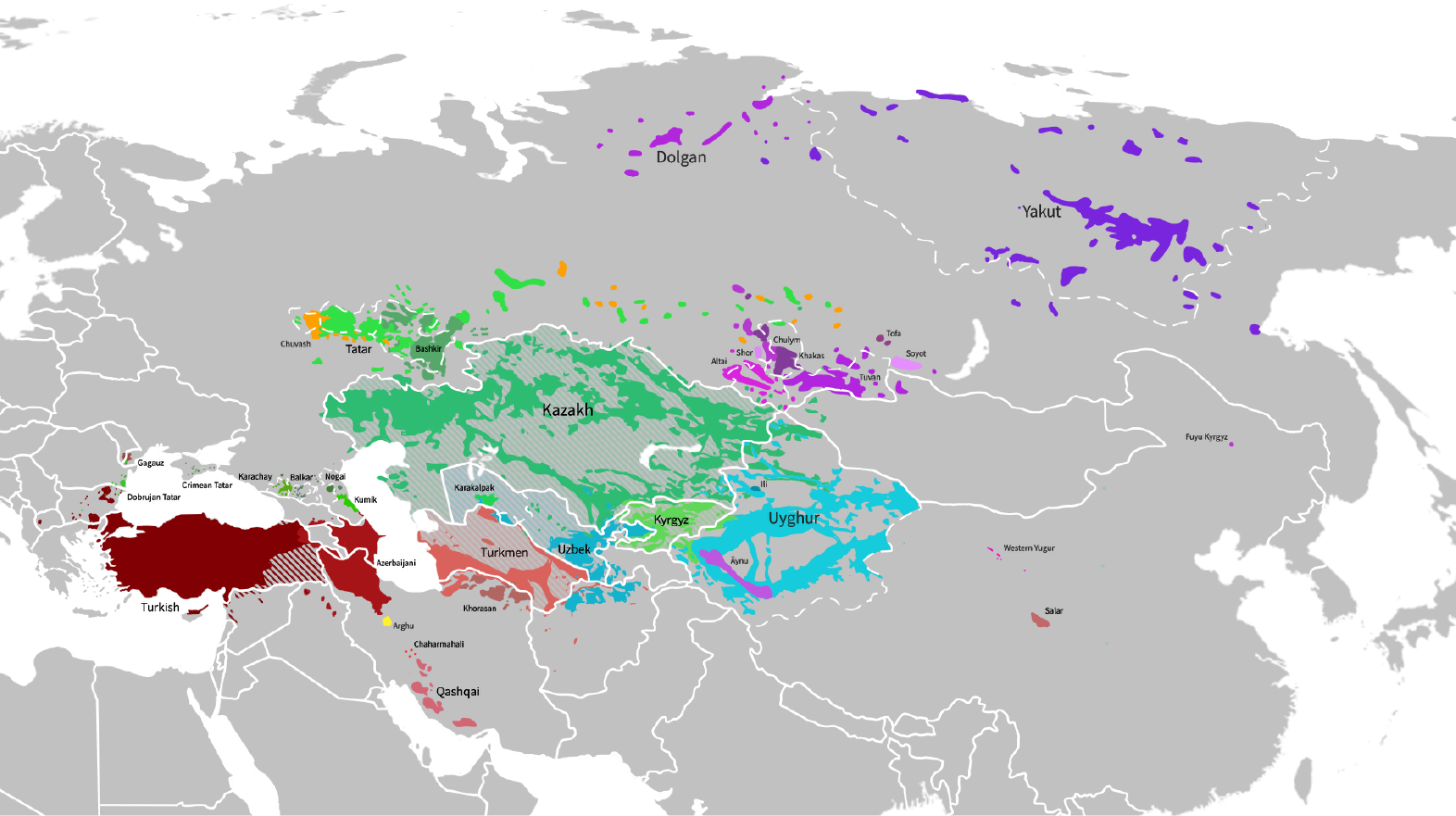
Distribuzione delle lingue turche

Con i termini turchi (in senso lato), popolazioni turche, turcofoni o turcichi (per distinguerli dai turchi anatolici, che ne sono un sottogruppo) si designa quell'insieme di popolazioni parlanti le lingue turche della famiglia delle lingue altaiche, diffusi in Asia centrale, in Asia settentrionale, in Europa orientale e nella moderna Turchia. Queste lingue erano anticamente anche dette "turche", ma il termine comprendeva tutto il gruppo uralo-altaico, compreso quindi anche l'ungherese (i Bizantini chiamavano l'Ungheria "Turchia") e non solo l'altaico.

## Terminologia
Col termine "turcico" ci si riferisce a qualsiasi persona di cultura linguistica turca, non necessariamente quindi solo selgiuchide, ottomana o turca contemporanea.
 
Le aree caspiche in cui s'insediarono i Cazari, le steppe euro-asiatiche da cui provennero in un primo tempo i Mamelucchi, quelle centro-asiatiche (attuale Uzbekistan, Turkmenistan, Kazakistan, Kirghizistan) sono la patria, o i luoghi d'insediamento (vedi il caso dell'Azerbaigian), di genti che parlano lingue turciche, agglutinanti, simili ma non identiche alla lingua turca conosciuta grazie ai Selgiuchidi (che preferivano di gran lunga esprimersi a livello colto e ufficiale in persiano) e agli Ottomani.

Da qui l'opportunità di distinguere il turco selgiuchide, ottomano o della moderna Turchia, da quanti a quelle specifiche esperienze restarono quasi del tutto estranei.
La parola deriva dal latino turcicus, in diverse occasioni usato in letteratura (ad. es. Bernardino Leo scrisse nel 1573 il De bello turcico), senza dimenticare un'apprezzata rivista turca che, per parlare dei fenomeni del vasto panorama storico-culturale delle varie genti turche, ha scelto, per l'appunto, di chiamarsi Turcica (significando "argomenti relativi alla cultura turca" in senso lato).

## Storia

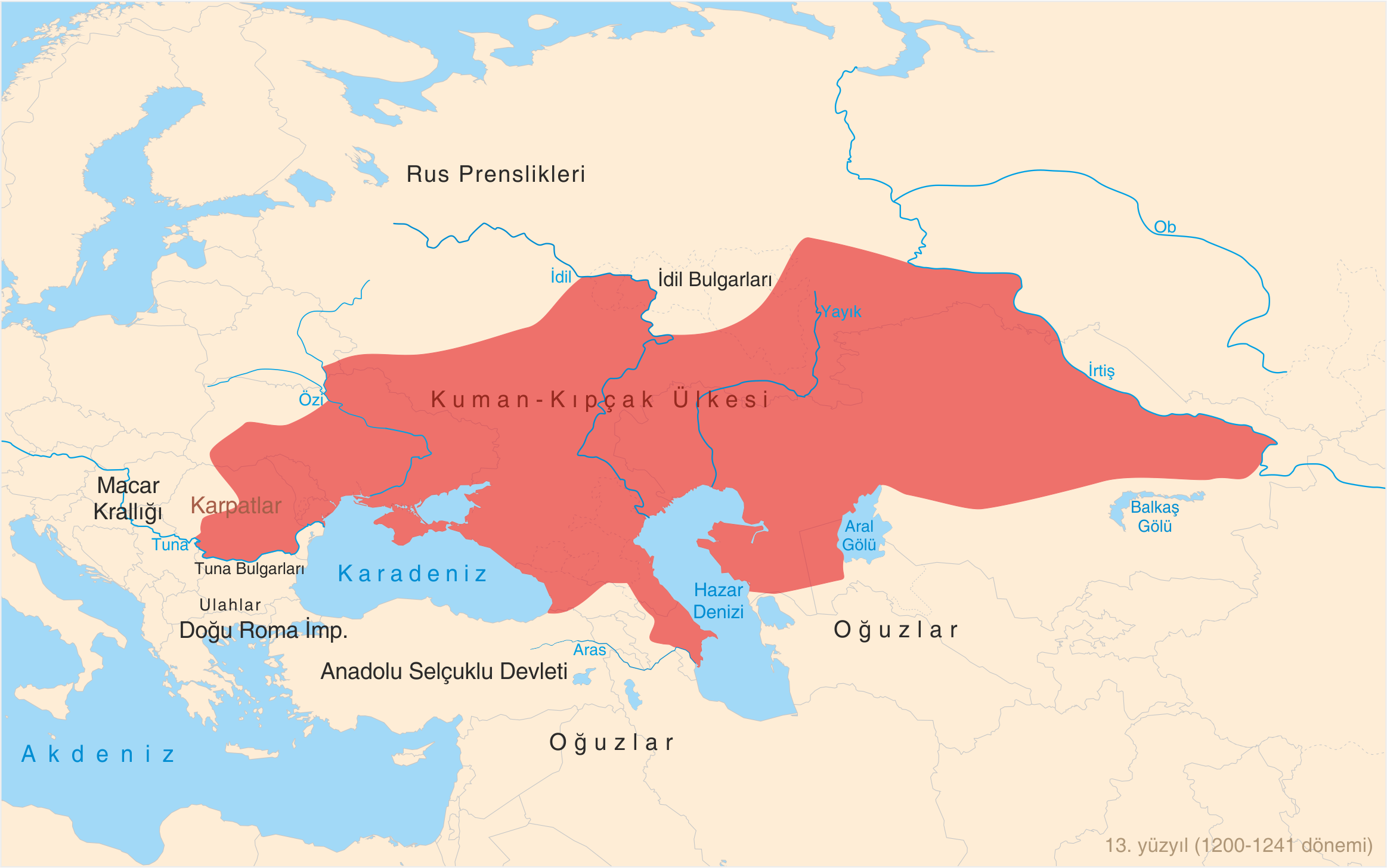
Khanato di Kipchak

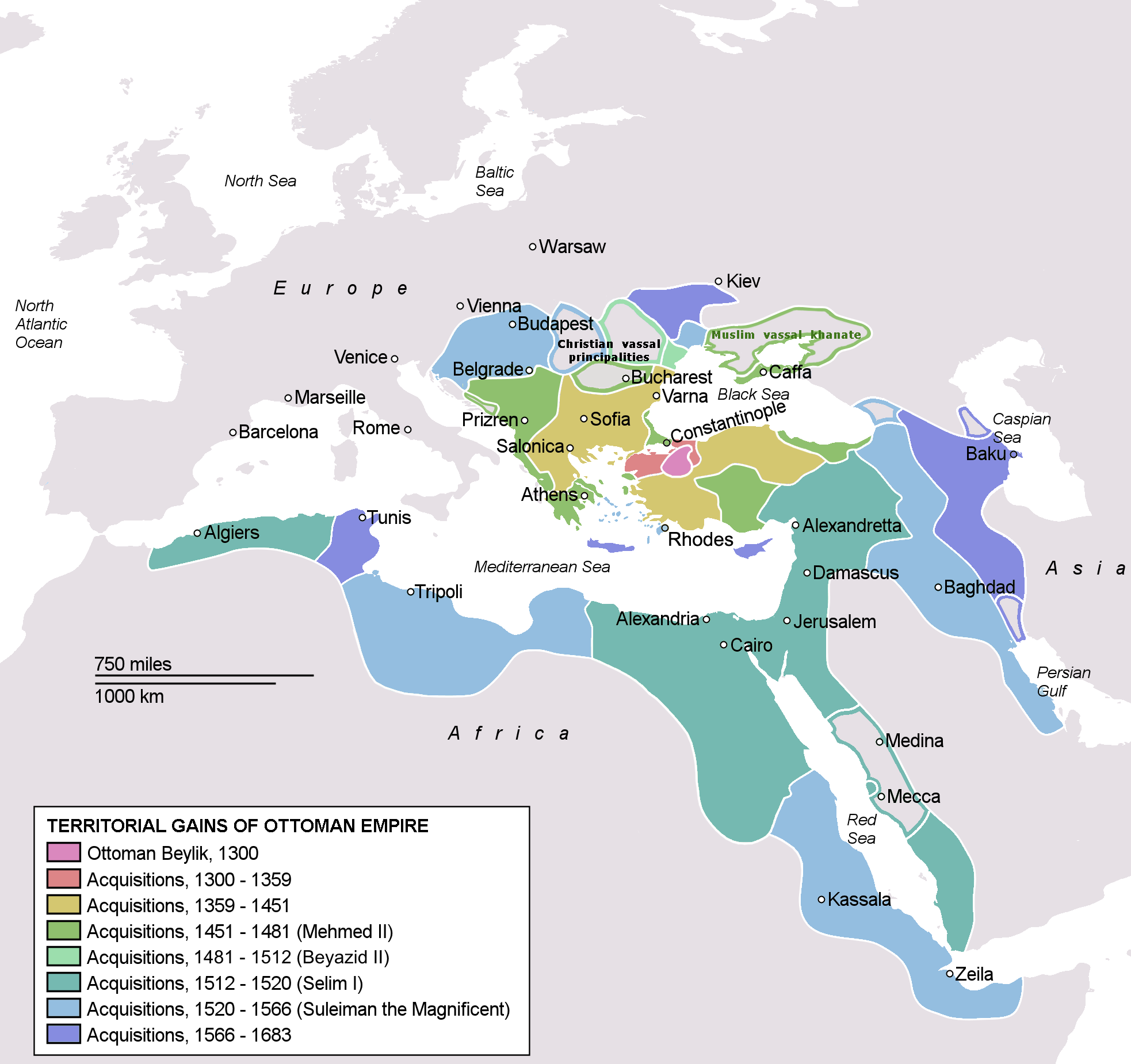
Impero ottomano

Mappa dei membri Organizzazione Internazionale per la Cultura Turca - TÜRKSOY

A partire dal 1100 circa, la popolazione del Turkestan (oggi conosciuti come "turchi"), da serbatoio di mercenari per gli Arabi che era stato fino ad allora, sottrae al grande califfato arabo-islamico numerosi territori.
Si ritiene generalmente che le prime popolazioni turche fossero native di una regione situata in Asia centrale. Alcuni studiosi ritengono che gli Unni fossero una delle prime tribù turche, mentre la maggioranza sostiene un'origine mongolica, altri un'origine uralica o addirittura iranica per gli Unni. La maggiore migrazione di tribù turche avvenne tra il primo e il decimo secolo d.C., quando si diffusero attraverso la maggior parte dell'Asia Centrale fino in Europa e in Medio Oriente.
Rimane sconosciuta la data precisa dell'espansione iniziale delle genti turche dai loro luoghi natii. Il primo Stato turco a noi noto, e che deve il suo nome all'importanza statuale e ai molti popoli che lo componevano, fu quello dei Göktürk (gök = "cielo" o "blu") nel VI secolo d.C. Il capo del clan degli Asena guidò il suo popolo da Li-jien (attuale ZhelaiZhai) a Juan Juan, cercando di entrare nella loro associazione, e protezione dalla Cina. La sua tribù era famosa per la sapienza metallurgica dei suoi fabbri e le fu quindi garantito territorio vicino a una cava di montagna che ricordava un elmo, da cui essi presero il loro nome 突厥 (Tūjué, turchi). Un secolo più tardi la loro potenza era aumentata a tal punto che essi poterono conquistare Juan Juan e gettare le fondamenta del loro Impero Celeste.
Più tardi le popolazioni turche accolsero fra loro i Qarluq (specialmente nell'VIII secolo), gli Uiguri, i Kirghizi, gli Oghuz (o Ghuzz) e i Turkmeni. Non appena costoro fondarono i loro Stati nell'area compresa fra la Mongolia e la Transoxiana, essi entrarono in conflitto coi musulmani, e la maggioranza di loro abbracciò l'Islam. Tuttavia vi erano (e vi sono ancora) piccoli gruppi di popoli turchi che rimasero attaccati alla loro religione (lo sciamanesimo), oppure al Cristianesimo (per lo più nestoriano), ebrei (vedi i Khazari), buddisti e zoroastriani.
Soldati turchi nelle file dell'esercito califfale abbaside emersero de facto come signori della maggioranza del Vicino e Medio Oriente islamico (tranne la Siria e l'Egitto), particolarmente dopo il X secolo. Gli Oghuz e le altre tribù assoggettarono e dominarono varie contrade sotto la guida del sultanato selgiuchide e infine s'impadronirono della maggior parte dei territori abbasidi e di molte aree bizantine.
Nel frattempo Kirghizi e Uiguri lottavano fra loro e con l'Impero cinese. Le popolazioni kirghize infine s'insediarono nella regione ora chiamata Kirghizistan. I popoli tatari conquistarono ai Bulgari del Volga ciò che attualmente si chiama Tatarstan, seguendo la marcia verso occidente dei Mongoli di Gengis Khan nel XIII secolo. I Bulgari furono così erroneamente chiamati Tatari dai Russi. I Tatari nativi vivono solo in Asia; i "Tatari" europei sono infatti Bulgari. Altri Bulgari s'insediarono in Europa nel VII e VIII secolo, abbandonando la loro lingua natia turca per quello che divenne infine il linguaggio slavo bulgaro. Ovunque gruppi bulgari si mescolarono in vario modo con le popolazioni locali.
Non appena l'Impero selgiuchide declinò, a seguito dell'invasione mongola, l'Impero ottomano emerse come nuovo importante stato turco, che dominò non solo il Vicino Oriente ma anche l'Europa balcanica e sud-orientale, parti della Russia sud-occidentale e il Nordafrica.
L'Impero ottomano gradualmente s'indebolì per un declino della sua precedente buona amministrazione, per le ripetute guerre con l'Impero russo e l'Impero austro-ungarico, oltre che per l'emergere dei movimenti nazionalistici nei Balcani. Infine crollò al termine della perduta prima guerra mondiale, limitandosi ai soli territori dell'Anatolia e della Rumelia e Tracia, in quella che è l'odierna Repubblica di Turchia.
In ordine cronologico, le più importanti compagini statali sicuramente governate da un'élite turca furono:
Khaganato turco
- Khaganato uiguro
- Dinastia ghaznavide
- Dinastia karakhanide
- Impero selgiuchide
- Impero ottomano
- Impero moghul
Molti altri furono gli stati governati da turchi, ma l'attribuzione culturale dell'élite in questi altri casi non è certa. Per esempio i Mamelucchi del Cairo o i Mamelucchi di Delhi erano in gran parte turchi, ma anche di altri gruppi etnici, come Circassi nel caso de Il Cairo o pashtun e tagichi-persiani per quanto riguarda Delhi. Anche l'attribuzione di uno specifico gruppo etnico all'élite che regnava sull'Impero Safavide è controversa, sebbene sicuramente la componente culturale turca fosse di gran peso in essa.

## Genetica ed antropologia fisica
Generalmente il termine "turco" si riferisce più ad una classificazione di carattere linguistico che non di antropologia fisica. Del resto, le popolazioni turche odierne mostrano una notevole varietà nell'aspetto fisico (in quello che si definisce il "fenotipo"), a testimonianza delle numerose migrazioni e conquiste susseguitesi nel tempo tra l'Asia centrale e l'Europa orientale. Perciò, nel caso dei turchi, risulta essere particolarmente valida l'idea che la classificazione razziale delle popolazioni non sia molto sensata. In effetti passando dalle terre del vecchio Impero ottomano alla Cina occidentale, dall'Iran centrale alle steppe dell'Asia centrale e alla Siberia, si nota dunque una notevole variabilità nell'aspetto fisico delle genti turche: si va infatti dalla depigmentazione (occhi azzurri, capelli biondi o rossi) ai tratti genuinamente asiatici, spesso sorprendentemente associati ad occhi chiari.
In definitiva non è ancora chiaro il processo che ha portato alla formazione della primitiva comunità turcofona, probabilmente a ridosso dell'inizio dell'era volgare.

### I turchi in Anatolia
Nelle terre più ad ovest, in particolare in Turchia e in Azerbaigian, gran parte della popolazione mostra tratti tipicamente europoidi di tipo mediterraneo: pelle olivastra, capelli e occhi scuri. Ciò potrebbe spiegarsi considerando che nell'antichità in Anatolia era diffuso il tipo fisico mediterraneo; una volta giunti in queste terre, i conquistatori Turchi, minoritari dal punto di vista numerico, si mescolarono ai locali abitanti, prevalentemente greci o discendenti ellenizzati di popolazioni anatoliche. Può sembrare strano pensare ai moderni turchi d'Anatolia come ad un popolo di origine mongolica: eppure, tra i primi Turchi d'Anatolia erano assai diffusi tratti tipicamente mongolici. Ancora oggi in Turchia una parte della popolazione mostra alcuni tratti residuali di questo tipo fisico.
Ad oggi, gli studi genetici condotti su larga scala al fine di stabilire la vera origine della popolazione della Turchia odierna sono piuttosto scarsi. Un'interessante ricerca, condotta in quattro diverse città turche, ha mostrato che solo il 30% dei membri del campione possiede una "traccia genetica" che li collega agli antenati turchi dell'Asia centrale. D'altro canto, le indagini di Luigi Luca Cavalli-Sforza sembrano suggerire che il contributo di origine asiatico-siberiana, e quindi genuinamente turca, alla popolazione anatolica ammonti al massimo all'1%.

## Distribuzione geografica e divisioni etniche
La distribuzione dei popoli di cultura turca va dalla Siberia dove vivono gli Yakuti, attraverso l'Asia centrale, fino all'Europa orientale. Oggi, i più grandi gruppi di genti turche vivono in Asia Centrale — Kazakistan, Kirghizistan, Turkmenistan, Uzbekistan e Azerbaigian — oltre che in Turchia. Inoltre, gruppi di origine turca si trovano in Crimea, nello Xinjiang regione della Cina occidentale, nell'Iraq settentrionale, Iran, Russia, Afghanistan, Cipro, e nei Balcani. Un piccolo gruppo di origine turca vive anche a Vilnius, capitale della Lituania. Considerevoli minoranze turche (provenienti soprattutto dalla Turchia) vivono in Germania, Stati Uniti, e Australia, frutto di emigrazioni avvenute nel XX secolo.
Per esempio, secondo una teoria di Gyula László (che a suo tempo fu considerato tra i principali storici dell'Ungheria antica), in Ungheria, paese conosciuto in tutto il medioevo anche col nome bizantino di Turchia, fino almeno all'XI secolo, "presumibilmente la classe dirigente e la cavalleria armata erano costituite da "turchi"", considerando anche come i nomi delle dieci tribù ungheresi (e dei relativi capi) che dettero vita al paese sotto guida della dinastia degli Arpadiani (Árpád, Geza, Stefano, ecc...), sarebbero stati turchi. Un'altra importante presenza turca in Ungheria è costituita dall'arrivo in quel paese danubiano dei Peceneghi e dei Cumani (i quali mantennero le proprie tradizioni culturali, linguistiche e religiose - islamismo, per esempio - fino almeno al XIV secolo).
Una precisa linea di demarcazione tra i differenti popoli di origine turca non può essere tracciata facilmente. La seguente lista comprende solo i gruppi maggiori:
- Acatziri
- Altaici (Oirati)
- Azeri
- Avari del Caucaso
- Balcari (assieme ai Carachi, insieme ai quali parlano la lingua caraciai-balcara)
- Baschiri
- Chulimi
- Cidariti
- Ciuvasci
- Cumani
- Dolgani
- Gagauzi
- Carachi (assieme ai Balcari, insieme ai quali parlano la lingua Karachay-Balcara)
- Caraiti di Crimea
- Caracalpachi
- Cazari
- Karapapak
- Kazaki
- Khakasi
- Kirghisi
- Krymchaki (sottogruppo del Tartaro di Crimea)
- Kumyki
- Kutriguri
- Meskhetiani
- Nogai
- Proto-bulgari
- Qashqai
- Sabiri
- Salar
- Saraguri
- Tatari di Crimea
- Tatari (o Tartari)
  - Tatari del Volga (o Tatari di Kazan', o semplicemente Tatari)
    - Nağaybäklär
    - Tatari del Baltico

  - Tatari Siberiani
  - Tatari di Lipka
  - Tatari di Crimea
- Tofalar
- Turkmeni
- Turchi anatolici (si veda anche Turchi Ottomani)
  - Turchi ciprioti
- Turcomanni iracheni
- Turcomanni siriani
- Tuvani
- Urums
- Uiguri
- Uturguri
- Unni
- Uzbeki
- Jakuti
- Yörük

Alcuni dividono i Turchi in sei raggruppamenti: i Turchi Oghuz, Kipčaki, Qarluq, Siberiani, Ciuvasci, e Sakha/Yakuto. Gli Oghuz sono definiti Turchi Occidentali, mentre i restanti cinque gruppi sono chiamati Turchi Orientali.
Una delle maggiori difficoltà avvertite da chi provi a classificare le varie lingue e dialetti turchi, - in particolare a causa delle politiche nazionaliste dell'Unione Sovietica, soprattutto di origine stalinista — è dovuta alla creazione di nuove e artificiose demarcazioni nazionali, alla soppressione di lingue e all'invenzione di nuovi modi di scrivere, oltre alle deportazioni di massa, che hanno causato una notevole mescolanza etnica in aree già multiculturali quali il Khwārezm, la Valle di Fergana, e la Caucasia. Molte delle classificazioni sopra elencate non sono perciò accettate universalmente. Un altro aspetto dibattuto spesso è l'influenza del Panturchismo e dell'emergente nazionalismo nelle nuove repubbliche indipendenti dell'Asia Centrale, sulla percezione delle divisioni etniche.

### L'immagine dei Turchi in "occidente"
Nel medioevo molte tradizioni culturali "occidentali" elencavano varie nazioni come aventi comune origine con i turchi, che venivano normalmente fatti discendere da Troia. Ed in virtù dell'abitudine di far discendere i popoli europei da Troia, per esempio nella Historia Francorum si parla spesso dei turchi come imparentati dalla comune origine con i Franchi.